# Nicola Adams
Nicola Virginia Adams (Leeds; 26 de octubre de 1982) es una boxeadora británica y la primera mujer en ganar un título de boxeo olímpico. Ganadora de la medalla de oro en los Juegos Olímpicos de 2012 que se llevaron a cabo en Londres, a partir de 2015 es la campeona reinante de los Juegos Olímpicos, Juegos de la Commonwealth y los Juegos Europeos en peso mosca. Fue la primera campeona de boxeo femenino, tanto en los Juegos Olímpicos como en los Juegos de la Commonwealth. Además en 2016 se convirtió en campeona del mundo tras vencer en el Mundial de Astaná.
Adams representó a la Haringey Police Community Club en boxeo. A partir de julio de 2012 (y antes de los Juegos Olímpicos de Londres), fue clasificada número dos del mundo en la división de peso mosca (51kg), detrás de la campeona del mundo china Ren Cancan.
En los Juegos Olímpicos de Río de Janeiro 2016 obtuvo su segunda medalla de oro consecutiva.
Adams fue nombrada la persona LGBT más influyente en Gran Bretaña por The Independent en 2012. También se convirtió en la primera persona abiertamente LGBT en ganar una medalla olímpica de oro en boxeo, después de su victoria en los Juegos Olímpicos de 2012.

## Vida personal
Adams nació en Leeds, West Yorkshire. Se educó en la Iglesia Agnes Stewart de Inglaterra High School, Ebor Jardines, de Leeds. En noviembre de 2012, ella encabezó la lista de 101 personas LGBT más influyentes de The Independent en Gran Bretaña en 2012.
En febrero de 2022 se hizo público que iba a ser madre con su novia Ella Baig después de haber recurrido a la fertilización in vitro. El 9 de julio de 2022 nació su hijo.

## Carrera
Adams luchó (y ganó) su primer combate a la edad de 13, pero fue cuatro años antes de encontrar un segundo oponente. En 2001, se convirtió en la primera boxeadora femenina para representar a Inglaterra, en una lucha contra una boxeadora irlandesa. En 2003, se convirtió en campeona inglesa amateur por primera vez, y retuvo el título en los siguientes 3 campeonatos.
En 2007, Adams fue la primera mujer inglesa en ganar una medalla en un torneo importante, teniendo la plata en la división de peso gallo (54kg) en el Campeonato Europeo en Dinamarca. Ganó la medalla de plata de nuevo en el campeonato mundial en Ningbo, China, en 2008. Al año siguiente tuvo que abstenerse de este deporte por varios meses debido a una lesión en la espalda, pero ella volvió exitosa en el campeonato mundial de 2010 en Bridgetown, Barbados, ganando nuevamente la medalla de plata, compitiendo en peso mosca (51kg). Adams luchó para continuar su carrera en el boxeo por falta de fondos. Trabajó como extra de televisión, en programas como Coronation Street Emmerdale y EastEnders y trabajó para el Comité Olímpico Internacional donde respaldó la financiación para el boxeo femenino en 2009.

### Honores

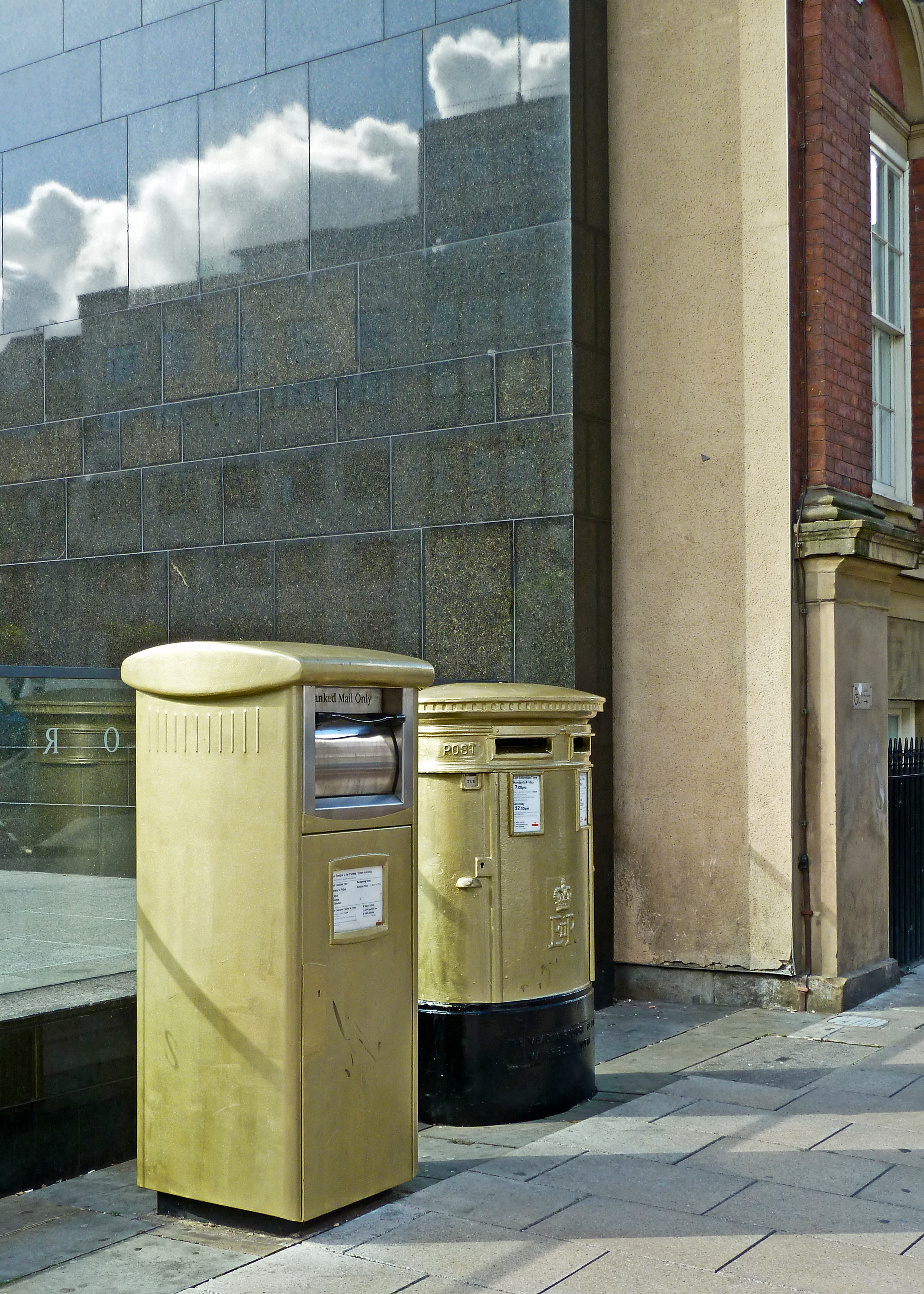
Buzones en Cookridge Street en Leeds pintados de oro en honor a la medalla olímpica de oro que ganó Adams.

| Año  | Torneo                                          | Lugar                              | Resultado | Evento |
| ---- | ----------------------------------------------- | ---------------------------------- | --------- | ------ |
| 2007 | Campeonato Europeo de Boxeo Aficionado          | Vejle, Dinamarca                   | 2°        | 54 kg  |
| 2008 | Campeonato Mundial de Boxeo 2008                | Ningbo, República Popular de China | 2°        | 54 kg  |
| 2010 | Campeonato Mundial de Boxeo 2010                | Bridgetown, Barbados               | 2°        | 51 kg  |
| 2011 | Campeonato de Boxeo Amateur de la Unión Europea | Katowice, Polonia                  | 1°        | 51 kg  |
| 2011 | Campeonato Europeo de Boxeo Aficionado          | Róterdam, Países Bajos             | 1°        | 51 kg  |
| 2012 | Juegos Olímpicos                                | Londres, Reino Unido               | 1°        | 51 kg  |
| 2014 | Boxeo en los Juegos de la Commonwealth 2014     | Glasgow, Reino Unido               | 1°        | 51 kg  |
| 2015 | Boxeo en los Juegos Europeos 2015               | Bakú, Azerbaiyán                   | 1°        | 51 kg  |
| 2016 | Campeonato Mundial de Boxeo 2010                | Astaná, Kazajistán                 | 1°        | 51 kg  |
| 2016 | Juegos Olímpicos                                | Río de Janeiro, Brasil             | 1°        | 51 kg  |

### Otras referencias
- «Profile: Nicola Adams». International Boxing Association. Consultado el 4 de agosto de 2011.

- Datos: Q441314
- Multimedia: Nicola Adams / Q441314